# Ordre de la Règle d'Or
L'ordre de la Règle d'Or est créé le 17 avril 1900 par décret de l'empereur Kojong (1852 - 1919), 26e roi de la dynastie Chosŏn et premier empereur de la Corée. Cet ordre possédant une classe unique a disparu lors de l'abdication du second et dernier empereur de Corée Sunjong en 1910.

## Récipiendaires
- Léopold II roi des Belges (1902)[1].